# Mark Sink
Mark Sink (Denver, Colorado, Estados Unidos, 22 de diciembre de 1958) es un fotógrafo e ilustrador estadounidense, conocido principalmente por sus retratos de tipo romántico. Algunas de sus imágenes más emblemáticas son parte de la documentación sobre la vida y el trabajo de otros artistas, como Andy Warhol, Jean Michel Basquiat y René Ricard, quienes son parte de la escena de arte de la Nueva York de los años ochenta del siglo XX. Mark Sink ha usado el seudónimo Graphistock cuando ha trabajado como ilustrador de algunos libros, como Las horas, de Michael Cunningham.
Mark Sink ha sido exhibido su trabajo profesionalmente desde 1978 en diferentes espacios, desde arte en la calle, galerías comerciales, museos y otras instituciones. Sink ha enseñando, dado conferencias y revisado el trabajo de otros en temas de fotografía desde 1995 en su natal estado Colorado y en el resto de EE. UU.

## Fotografía

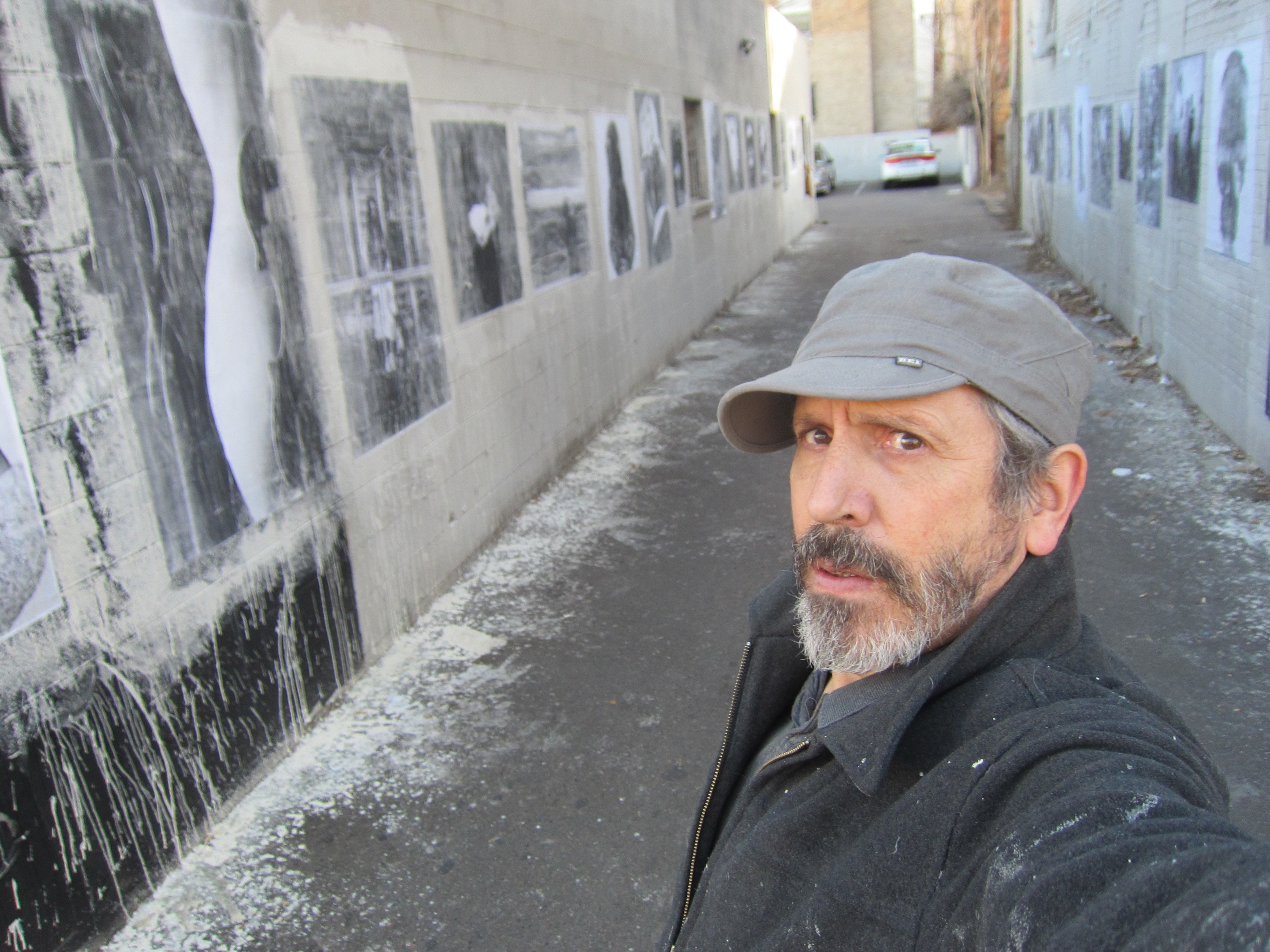
Autorretrato de Mark Sink con carteles pegados con engrudo, en Denver, EE. UU.
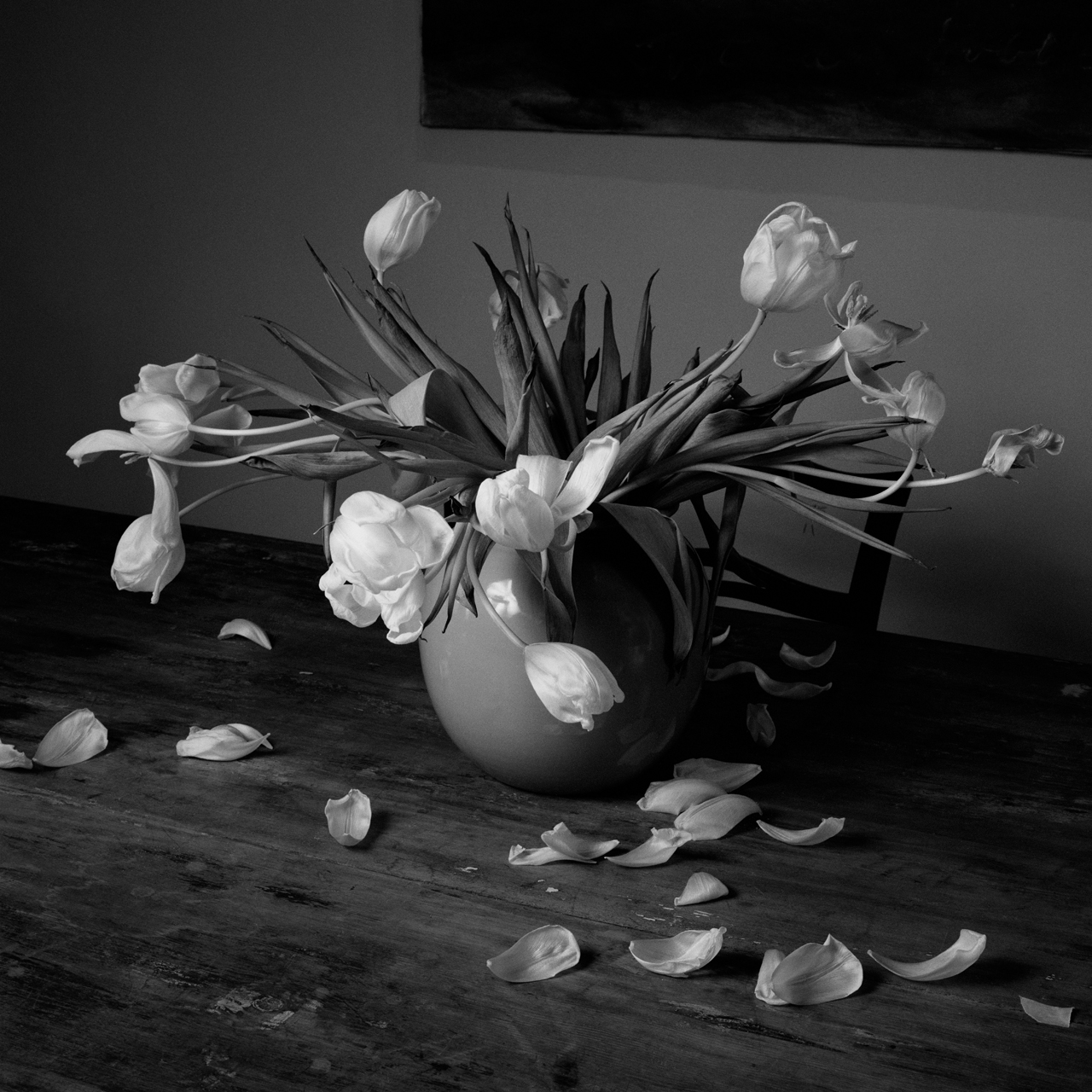
Tulipanes muertos, impresión en plata, 1990

### Carrera profesional
Mark Sink empezó su carrera usando una cámara de juguete plástico de 120 mm llamada Diana, cuyo foco blando e inconsistencias ópticas crean hermosas imágenes románticas en blanco y negro. Completó su educación formal en la Universidad Estatal Metropolitana de Denver, Colorado, EE. UU.
El artista utilizó la cámara Diana, una herramienta sencilla, para crear retratos emotivos e íntimos de Jean-Michel Basquiat, Andy Warhol, René Ricard, Grace Jones, Keith Haring, Adam Fuss, Edward Ruscha, Uma Thurman y muchos otros. La larga carrera de Sink incluye técnicas en cuarto oscuro, fotografía digital, fotoserigrafía, Polaroid, cianotipia, impresiones de plata y platinotipia.
En la década de 2001 a 2010, Mark Sink y su pareja sentimental Kristen Hatgi Sink utilizaron un proceso fotográfico antiguo, denominado colodión húmedo, para realizar los retratos románticos de amigos y modelos, como el del gobernador estadounidense John Hickenlooper, Gogol Bordello, Ryan McGinley y Dennis Tolva.

### Exposiciones
Sus retratos y otros trabajos han sido continuamente exhibidos en los Estados Unidos, Europa y América del Sur. Su trabajo ha aparecido en el Museo Whitney de Arte Estadounidense, en el Museo de Arte de Denver, en el Museo de Arte Contemporáneo de Denver, el Museo Boulder de Arte Contemporáneo, Jeffery Deitch Proyectos, el Instituto Kinsey y en MUFOCO, así como en muchas galerías de arte comercial, tanto en exhibiciones colectivas como individuales.
La fotografía editorial contributiva de Mark Sink ha aparecido en ejemplares impresos y digitales en línea de revistas como Vogue, Artforum, Arte en América, Interview, Aspen y MGF.

#### Exposiciones más significativas
- 2017	Mark Sink y Kristen Hatgi, Galería Robin Rice, Nueva York, EE. UU.
- 2015	Playing With Beauty, Centro RedLine, Denver, EE. UU.
- 2011	Mark Sink y Kristen Hatgi, Galería Robin Rice, Nueva York, EE. UU.
- 2010	Encounters with the Past (1975-2010), Museo Byers-Evans, Denver, EE. UU.
- 2009	Mark Sink y Kristen Hatgi, Robin Rice Gallery, Nueva York, EE. UU.
- 2009	Wet Plate Blow-Ups, Mr. Pool, Boulder, EE. UU.
- 2009	Pure Pleasure, Museo Boulder de Arte Contemporáneo, Boulder, EE. UU.
- 2008	Light and Time, Mark Sink y Kristen Hatigi, Galería RULE, Denver, EE. UU.
- 2004	At This Turn of the Century Mark Sink, Galería Phototroph, Colorado Springs, EE. UU.
- 1997	Nymph Series, Galería Benham, Seattle, EE. UU.
- 1996	New work, Galería Robin Ricey, Nueva York, EE. UU.
- 1994	Stilllifes: Life Death and Sensuality, Galería Lee Arthur, Nueva York, EE. UU.
- 1993	The Nude, Museo Ken Damy di Fotografia Contemporanea, Brescia, Italia
- 1993	Nudes and Nature, Felissimo, Nueva York, EE. UU.
- 1991	East/West, Galería Lee Arthur, Nueva York, EE. UU.
- 1991	Photographs 1981-1991, Galería Payton-Rule, Denver, EE. UU.
- 1991	New Works, Real Art Inc., Nueva York, EE. UU.
- 1990	Photografias Mark Breese Sink, Galería Via, Caracas, Venezuela
- 1990	Famous Faces, Real Art Inc., Nueva York, EE. UU.
- 1989	Twelve Nudes & a Gargoyle, Galería Willoughby Sharp, Nueva York, EE. UU.
- 1988	La Photographia Diana, Galería Los Espacios Cálidos, Caracas, Venezuela
- 1982	Graduate Photography Show, Universidad de Denver, Denver, EE. UU.
- 1982	Famous Cats and Dogs, Galería River, Denver, EE. UU.

### Representación en galerías
- Galería RULE (Colorado, EE. UU.)[10]
- Galería Paul Cava (Filadelfia, EE. UU.)[11]
- Galería Robin Rice (Nueva York, EE.UU)[12]

## Curador y consultor en arte

### Festival «Mes de la Fotografía de Denver»
Mark Sink es el fundador y director del festival «Mes de la Fotografía de Denver» (MoP Denver). El festival se fundó en 2004 y se lleva a cabo cada dos años. Sink coordina que más de 180 galerías regionales, museos y espacios de arte celebren la fotografía nacional e internacional a lo largo del estado de Colorado, EE. UU. En 2017 el centro de arte contemporáneo RedLine de Denver ha sido el anfitrión del festival MoP, para el cual Mark Sink fue el curador del festival y de una exposición en la galería Espacio de Proyectos RedLine.

### Club deCollage(antes, Salón Denver)
Durante su carrera, Mark Sink ha fundado muchas organizaciones que celebran la fotografía contemporánea más innovadora. Una de ellas es el Salón Denver, el cual fue fundado en 1992. En 2014 se transformó en el Club de Collage de Denver, el cual organiza exposiciones nómadas y exhibe arte contemporáneo de artistas aun vivos de Colorado. El Club de Collage de Denver es un participante activo y frecuente de los eventos del festival Mes de la Fotografía (MoP) de Denver.

### «BIG PICTURE» dentro del Festival de la Luz
Otro proyecto de Mark Sink es el intercambio de arte callejero, llamado «BIG PICTURE» (o CUADRO GRANDE), el cual opera a base de envíos internacionales. Las fotografías de gran escala entregadas son pegadas en la pared semanalmente mientras dure el festival Mes de la Fotografía (MoP) de Denver. Las fotografías se adhieren con engrudo, al aire libre, en cincuenta ciudades de todo el mundo. Mes de la Fotografía de Denver es parte del Festival de la Luz, una colaboración internacional de festivales de fotografía que se celebran alrededor del mundo en ciudades como Denver, París, Portland, Houston, Aleppo, Buenos Aires, Derby, Ciudad de México, Montreal, Toronto y muchas otras.

### Museo de Arte Contemporáneo de Denver
En 1996 Mark Sink, Dale Chisman, Marina Tumbas y Lawrence Argent se asociaron con la filántropa Sue Cannon para abrir el primer Museo de Arte Contemporáneo de Denver (MCA Denver). Antes de que esta institución se mudara a su ubicación permanente en 2007, Mark Sink fue el primer director del Museo de Arte Contemporáneo de Denver hasta el año 2000, cuando se separó del cargo, aunque permaneció como un miembro de la junta fundacional hasta 2005.

### Galería Sink
Paralelo a la concepción del MCA Denver, Mark Sink mantenía su propia galería de arte, abierta en 1998. La Galería Sink estuvo localizada en histórico barrio Denver Highland de la ciudad homónima. Algunos de los retratos exhibidos son de artistas como Andy Warhol, Alice Neel, Chris Makos, Marie Cosindas, Paul Outerbridge, Walter Chappell, Winter Prather e Imogen Cunningham. La galería fue exitosa hasta que ocurrió la crisis bursátil de 2008, cuando Sink decidió mejor enfocar sus esfuerzos a la práctica de su propio trabajo artístico. Inició entonces su etapa de curador y consultor en arte de manera independiente, lo que le permitió organizar el festival Mes de la Fotografía Denver. Después de convertir su galería en una itinerante, Sink ha viajado para participar en incontables festivales de fotografía y ser jurado en diferentes espectáculos, como FotoFest, CENTER, PhotoLucida, PhotoFence, Festival de Foto de Palm Springs en Nueva York y Arizona.

## Publicaciones
Mark Sink ha sido entrevistado y se han hecho reseñas sobre él o su obra en una amplia gama de publicaciones. Algunos ejemplos son la que realizó el periódico Denver Post sobre su obra retrospectiva de la Casa Museo Byers-Evans, las entrevistas en Radio Pública Colorado sobre los retratos de Andy Warhol y Jean-Michel Basquiat, junto con la reseña en Denver Westword sobre la cobertura internacional del festival Mes de la Fotografía (MoP Denver). En 2017 fue reseñado en L'Oeil De La Photographie, en la revista Seieties y en Wet Plate Day.
Las entrevistas que le han hecho sobre Los Diarios de Andy Warhol y su nombre pueden ser encontrados en el índice de los Diarios de Andy Warhol, así como una retrospectiva del trabajo de Warhol en Fort Collins, donde Mark Sink y Andy Warhol se conocieron.
El trabajo editorial de Sink puede ser encontrado en TIME, Mother Jones y a través del Archivo Getty de Imágenes.